# Rudolf von Schlegel
Rudolf Leopold von Schlegel (* 1. September 1804 in Mühlhausen/Thüringen; † 15. Januar 1877 in Dresden) war ein preußischer Generalleutnant.

## Leben

### Herkunft
Rudolf war ein Sohn des preußischen Oberstleutnants Christian Friedrich von Schlegel und dessen Ehefrau Marie, geborene von Madai.

### Militärkarriere
Schlegel besuchte das Berliner Kadettenhaus und wurde am 17. April 1822 als Sekondeleutnant dem 27. Infanterie-Regiment der Preußischen Armee überwiesen. Nach seiner Kommandierung zur Allgemeinen Kriegsschule war er als Premierleutnant von 1838 bis 1842 Regimentsadjutant. Mit der Beförderung zum Hauptmann (Offizier) folgte am 20. Juni 1844 seine Ernennung zum Kompaniechef. Kurzzeitig war Schlegel von Oktober 1847 bis März 1848 zum Garde-Jäger-Bataillon kommandiert. Nach einer Verwendung im 25. Infanterie-Regiment wurde er am 10. Oktober 1850 als Major Kommandeur des I. Bataillons im 13. Landwehr-Regiment in Münster. Nach drei Jahren erfolgte seine Versetzung als Bataillonskommandeur in das 38. Infanterie-Regiment. Dort stieg Schlegel Mitte Oktober 1856 zum Oberstleutnant auf. Unter Stellung à la suite des Regiments wurde er am 2. März 1858 zum Kommandanten von Minden ernannt. Am 20. Januar 1859 erhielt er das Kommando über das 28. Infanterie-Regiment und avancierte Ende Mai 1859 zum Oberst. Unter Stellung à la suite ernannte man Schlegel am 29. Januar 1863 zum Kommandeur der 9. Infanterie-Brigade und beförderte ihn am 17. März 1863 zum Generalmajor.
Während des Krieges gegen Dänemark konnte er 1864 die Insel Fehmarn im Handstreich einnehmen und die dänische Besatzung gefangen nehmen. Dafür wurden ihm am 7. Dezember 1864 die Schwerter zum Roten Adlerorden II. Klasse mit Eichenlaub verliehen. Unter Verleihung des Sterns zum Roten Adlerorden II. Klasse mit Eichenlaub und Schwertern am Ringe wurde Schlegel am 6. April 1865 mit Pension zur Disposition gestellt.
Nach seiner Verabschiedung wurde er während des Deutschen Krieges 1866 wiederverwendet und fungierte nach der Annexion des Kurfürstentums Hessen als Kommandant von Kassel. Am 16. September 1866 wurde er unter Verleihung des Charakters als Generalleutnant von dieser Stellung entbunden.
Schlegel verstarb 1877 unverheiratet in Dresden.